# Dariush Forouhar

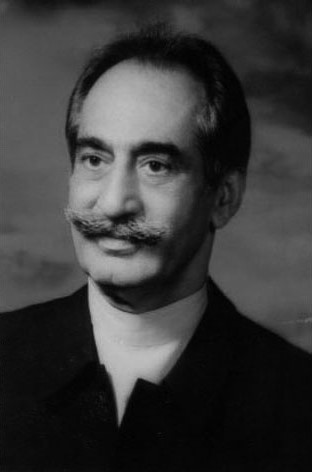
Dariusch Foruhar

Dariush Forouhar, in deutschen Texten Dariusch Foruhar (persisch داریوش فروهر dɔːriˈuːʃ foruːˈɦær; * 28. Dezember 1928 in Isfahan; † 21. November 1998 in Teheran) war ein iranischer Politiker. Er war Arbeitsminister Irans und später ein führender iranischer Oppositioneller. Er fiel einem Mordanschlag des Geheimdienstes der Islamischen Republik Iran zum Opfer.

## Leben
Dariusch Foruhar wurde in eine patriotische Familie geboren. Sein Vater, ein General in der iranischen Armee, geriet im Zweiten Weltkrieg im Rahmen der Anglo-sowjetischen Invasion 1941 in Kriegsgefangenschaft.
Foruhar begann seine politischen Aktivitäten im Alter von sechzehn Jahren. 1948 schrieb er sich für ein Jurastudium an der Universität Teheran ein und schloss sich der „Pan-Iranismus-Partei“ an. Er setzte sich in der 16. Wahlrunde des Parlaments stark für Mohammad Mossadegh und dessen politische Anhänger, die „Nationale Front“ ein. 1950 wurde er zum politischen Sprecher der Studenten der Teheraner Universität gewählt. Er hielt auf dem historisch bedeutsamen Baharestan-Platz in Teheran eine bewegende Rede zur Nationalisierung der Ölindustrie. Daraufhin wurde er zum ersten Mal verhaftet.

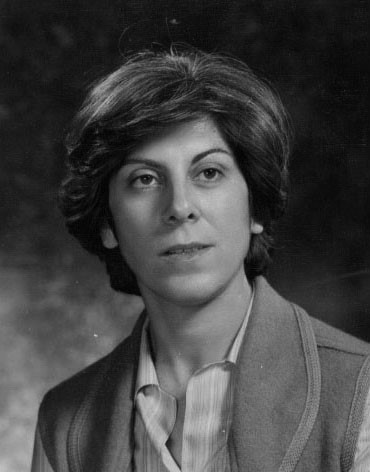
Parwaneh Eskandari Foruhar

Seine Frau Parwaneh Foruhar (1938–1998) wurde am 20. März 1939 in Teheran geboren. Sie stammte aus einer politisch demokratisch orientierten Familie. Ihre Herkunft und die bewegende Zeit des politischen Kampfes Mossadeghs für die Nationalisierung der Ölindustrie Irans brachten sie schon früh dazu, sich mit Politik zu beschäftigen. Sie studierte Sozialwissenschaften und Pädagogik an der Universität Teheran und unterrichtete später Geschichte und Soziologie. Zeitweise war sie in einem soziologischen Forschungszentrum tätig.

### Der Putsch gegen die Regierung Mossadegh
1951 trennte sich Dariusch Foruhar aufgrund erheblicher Meinungsverschiedenheiten von der „Pan-Iranismus-Partei“ und gründete die „Hezb-e Mellat-e Iran“ (Iranische Nationalpartei). 1951 war das Jahr der Reise von Mossadegh nach Den Haag und gleichzeitig das Jahr der Nationalisierung der iranischen Ölindustrie, wofür Foruhar überzeugt eintrat. Er wurde erneut verhaftet. In der Unterstützung Mossadeghs innerhalb der Bewegung des 21. Juli spielte Dariusch Foruhar eine entscheidende Rolle. Am 15. August 1953 wurde Premierminister Mossadegh durch einen Putsch gestürzt, der als Operation Ajax in die Geschichte einging. Bei dieser Auseinandersetzung wurde Foruhar ernsthaft verletzt und ins Krankenhaus gebracht. Um der Verhaftung zu entgehen, wurde er während dieser Nacht von seinen Parteifreunden aus dem Gebäude herausgeschleust.

### Der Widerstand gegen das Regime des Schahs
Nach dem Sturz Mossadeghs starteten Foruhar und seine Gefährten einen organisierten Widerstand aus dem Untergrund. Einige Tage nach dem Putsch brachte dieses Parteibüro seinen Standpunkt gegenüber den Putschisten mit Hilfe von Flugblättern in die Öffentlichkeit. Daraufhin setzte das Putschkomitee für die Auslieferung Foruhars, ob tot oder lebendig, eine Belohnung aus. Am 31. Dezember wurde er erneut festgenommen und in einem Militärgefängnis inhaftiert. Zwei Jahre später wurde Foruhar von diesem Gefängnis aus nach Kisch, eine Insel im persischen Golf, verbannt. Motiviert durch brisante politische Veränderungen floh er aus der Verbannung nach Teheran und übernahm die Organisation der „Nationalen Widerstandsbewegung“. Er organisierte unangekündigte Demonstrationen, wobei er erneut festgenommen wurde. Nach seiner Entlassung aus dem Gefängnis 1956 nahm er seine Aktivitäten wieder auf. Nach den Parlamentswahlen klagte er die Regierung der Wahlmanipulation an, weswegen er erneut inhaftiert wurde. Kaum freigelassen, wurde er 1959 wieder festgesetzt. Nach achtzehn Monaten Gefangenschaft besuchte ihn Generaloberst Hedayat im Gefängnis, der ihm nahelegte, das Land für immer zu verlassen. Foruhar erwiderte, er ziehe das lebenslange Gefängnis einem Leben im Exil vor.
1960 wurde die „Zweite Nationale Front“ gegründet und Foruhar in deren Zentralrat gewählt. In Zusammenhang mit den Parlamentswahlen, für die ihn die „Nationale Front“ aufgestellt hatte, wurde er erneut festgenommen. Im Dezember 1960 hielt Parwaneh Foruhar eine Rede an der Universität, in der sie die Regierung wegen der Ermordung der oppositionellen Studenten, die im Vorlesungssaal getötet worden waren, anklagte. Eine studentische Organisation wurde gegründet, in der sie eine führende Rolle einnahm. 1961 wurde Foruhar freigelassen. Parwaneh und Dariusch, die sich schon seit mehreren Jahren kannten, heirateten in diesem Jahr. Im Juli wurde Foruhar während einer Gedenkveranstaltung der „Märtyrer des 21. Juli“ an deren Grab ein weiteres Mal verhaftet.
1962 fand der erste Kongress der „Nationalen Front“ statt, an dem Parwaneh Foruhar und Homa Darabi als Sprecherinnen der Frauen gewählt wurden. Homa Darabi verbrannte sich im Jahr 1994 in Iran aus Protest gegen die islamische Regierung öffentlich selbst.
1963 wurde mit den Wegweisungen Mossadeghs die „Dritte Nationale Front“ gebildet, Foruhar in den Zentralrat gewählt und daraufhin zu drei Jahren Haft verurteilt. Während dieser Jahre beteiligte sich Parwaneh intensiv an der politischen Verantwortung für Parteiarbeit und Aktivitäten im Widerstand.
1966 starb Mossadegh nach drei Jahren vom Schah verfügten Arrestes in seinem Haus. 1970 verzichtet der Schah Mohammad Reza Pahlavi auf alte persische Ansprüche auf Bahrain und erkennt Bahrain als souveränen Staat an.
Von 1974 bis 1976 war Foruhar auf freiem Fuß und konnte seinem Beruf als Jurist nachgehen. 1977 verfasste eine Dreiergruppe, bestehend aus Dariusch Foruhar, Karim Sandschabi und Schapur Bachtiar, der 1991 in Paris ermordet wurde, einen offenen Brief an den Schah, in dem sie ihm das Versagen des monarchischen Regimes darlegten. Im Rahmen einer politischen Veranstaltung, die von den Regierungstruppen attackiert und gestürmt wurde, wurde Foruhar ernsthaft verletzt. 1978 wurde ein Bombenattentat auf die Wohnung der Foruhars verübt, was die beiden allerdings nicht daran hindern konnte, mit ihrer politischen Arbeit fortzufahren. In der Folge wurden Dariusch Foruhar und Sandschabi während einer Pressekonferenz festgenommen. Parwaneh Foruhar spielte in dieser Zeit eine wichtige Rolle als Herausgeberin des oppositionellen Untergrund-Blattes Nationale Front.

### Nach der islamischen Revolution

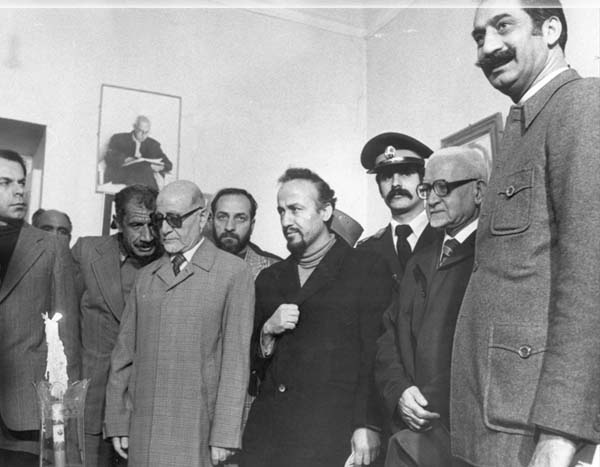
Vordere Reihe von links: Sadegh Ghotbzadeh (halb), Mehdi Bāzargān, Haschem Sabbaghian, Ebrahim Yazdi, unbekannt; zweite Reihe links hinter Bazargan, unter dem Mossadegh-Foto: Dariusch Foruhar

1979 fand in Iran die Islamische Revolution statt. In dem neu gebildeten Revolutionskabinett fungierte Foruhar als Arbeitsminister. Während seiner Amtszeit gelang es ihm, die folgenden Ziele seines umfassenden Reformprogramms zu verwirklichen:
1. Die Gründung einer öffentlichen Kreditkasse für die Arbeiter.
2. Die Gründung einer staatlichen Arbeitslosenversicherung.
3. Die Angleichung des Arbeiterurlaubs an den der Angestellten.
4. Die Erhöhung der Arbeitermindestlöhne um 30 Prozent.

Seinen großen Wunsch allerdings, den Konflikt um Kurdistan auf friedlichem Wege zu lösen, konnte er trotz intensiver Bemühungen und grundsätzlich guter Aussichten auf Erfolg nicht verwirklichen. Die Regierung legte ihm zu viele Hindernisse in den Weg. Als Folge legte Foruhar 1980 sein Amt nieder.
Parwaneh Foruhar arbeitete während dieser Zeit für die Parteizeitung und prangerte dort die Vorgehensweisen der fundamentalistischen Bewegung an, die immer mehr an Einfluss gewann. Nach der Machtübernahme durch die Fundamentalisten stellen sich die beiden Foruhars wieder einmal als Opposition in die Öffentlichkeit. Die Regierung untersagte Parwaneh Foruhar, weiter ihren Beruf als Journalistin auszuüben. Dariusch Foruhar musste zeitweise wieder in den Untergrund abtauchen, dennoch wurde er wieder verhaftet und für einige Monate festgesetzt.

### Ermordung
Dariusch und Parwaneh Foruhar kämpften weiter für ihre Überzeugungen. Allen Drohungen und Repressalien der Regierung zum Trotz gaben sie gerade in den letzten Jahren ihres Lebens viele Interviews, in denen sie die Ziele der demokratischen Bewegung in Iran darstellten. Sie standen für die Trennung von Staat und Religion. Auch die Abschaffung der Todesstrafe war ein Ziel, für das sich die beiden offen einsetzten.
Am 21. November 1998 wurden Dariusch und Parwaneh in ihrem Haus im Süden Teherans ermordet. Dariush starb an 11 Messerstichen, seine Frau erlitt 24. Die iranische Öffentlichkeit zeigte sich durch die Brutalität des Doppelmordes schockiert und es kursierten Mutmaßungen, dass es sich um politisch motivierte Morde handelte. Tausende Personen demonstrierten anlässlich des Begräbnisses der beiden und international wurde man auf die Kettenmorde in der Islamischen Republik Iran aufmerksam.

## Prozess
Im Dezember 1998 ordnete Präsident Mohammad Chātami eine Untersuchung der Mordumstände an. Schon wenige Wochen später erklärten Regierungsvertreter in seltener Offenheit, dass die Morde durch eine Gruppe von Geheimdienstmitarbeitern verübt worden waren. Als Hauptverdächtiger galt der frühere stellvertretende Geheimdienstminister Said Emami, der später unter ungeklärten Umständen im Teheraner Evin-Gefängnis ums Leben kam (nach offiziellen Angaben beging er Suizid). Neben Emami wurde gegen weitere 17 angeklagte Personen ein Prozess hinter verschlossenen Türen („aus Gründen der nationalen Sicherheit“) geführt. Nur drei der Angeklagten wurden öffentlich namentlich genannt. Bei ihnen handelte sich um frühere leitende Mitarbeiter des Geheimdienstministeriums. Rechtsanwältin der Angehörigen war Schirin Ebadi, erste Richterin Irans und spätere Friedensnobelpreisträgerin. Parastou Forouhar, die in Deutschland lebende Tochter der Ermordeten, dokumentierte in einem satirischen Zeichnungsband die Schikanen und Demütigungen des Prozesses.:Min. 23 Nach Aussagen der Tochter hatten die Angehörigen für die zehntausenden, zum Teil manipulierten Seiten Akten des Sondergerichts nur zehn Tage Zeit, diese einzusehen.:Min. 24 Weil nach einem Gesetz von 1980 in Iran das Leben einer Frau nur die Hälfte des Lebens eines Mannes wert ist, verlangte der Richter in diesem Prozess für den Mörder der Mutter nur die Hälfte des so genannten Blutgeldes, weil der mutmaßliche Mörder ein Mann und das Opfer eine Frau war.:Min. 24
Die Auftraggeber in Ministerium und Geheimdienst sind weitgehend bekannt, blieben jedoch bis heute unbehelligt.
Im Prozess nahm Schirin Ebadi zusammen mit der Tochter Einsicht in Prozessunterlagen. Nach beider Aussagen fanden sich darin Befehle des damaligen Leiters des Geheimdienstes und späteren Freitagsprediger in Arak, Ghorbanali Dorri-Nadschafabadi, zu Auftragsmorden. Als nächste zu ermordende Person sei Schirin Ebadi genannt worden.:Min. 25ff

## Film
Tod in Teheran – Auftragsmord im Namen Gottes von Thomas Giefer (Con Voi Film 2004 für ARD): 

„Thomas Giefer hat die Foruhars noch kurz vor ihrer Ermordung getroffen und das letzte Interview mit ihnen aufgenommen […] Der Film rekonstruiert die haarsträubenden Details dieses politisch und religiös motivierten Mordes, begleitet Parastou Forouhar bei ihrer Suche nach Wahrheit und Gerechtigkeit und verfolgt die Spuren des Verbrechens bis ins Machtzentrum des islamischen Gottesstaats […] Eine Innenansicht von religiösem Fanatismus und staatlichem Terror – zugleich aber auch ein Film über die Liebe, den Tod und den ewigen Traum von der Freiheit.“